# Château de la Motte (Accons)
Pour les articles homonymes, voir Château de la Motte.
Le château de la Motte ou (Mothe[source insuffisante]) est un château de type Renaissance, construit vers 1400. Situé sur la commune d'Accons dans le département de l'Ardèche, il est aujourd'hui une propriété privée et ne se visite pas.

## Situation

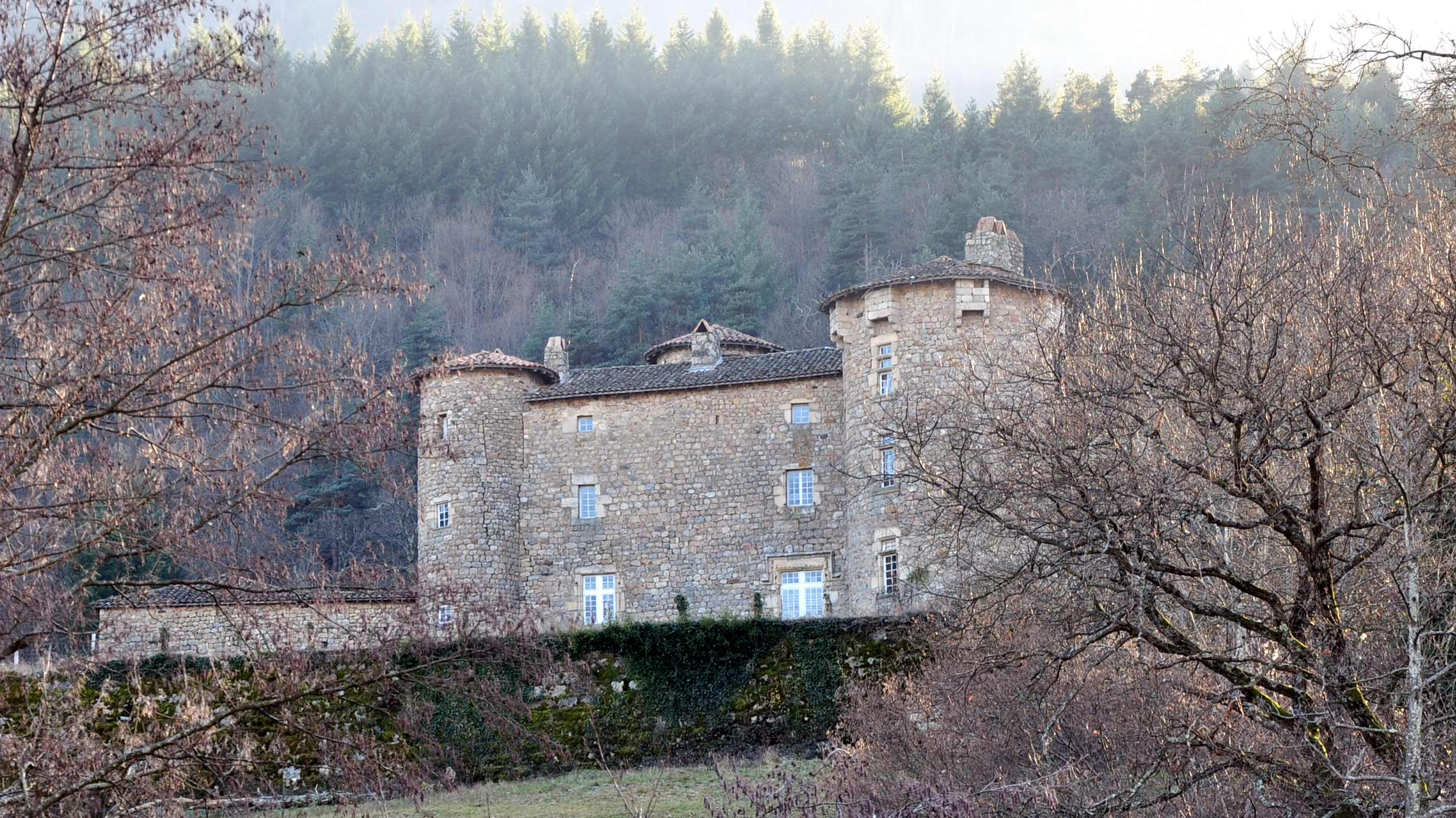
Le château depuis le pont sur la Dorne.

Le château est situé sur la commune d'Accons, sur l'ancienne route du Cheylard à Mézilhac. Construits à 520 mètres d'altitude au-dessus de la Dorne et au pied du mont Serre-en-Don.

## Historique
Construit vers 1400, il fut la propriété de la famille Lévis.
En 1635, Saint Jean-François Régis y séjourna. Il tentait de reconvertir la contrée alors protestante.
Le château fut tour à tour propriété des familles suivantes : en 1645 la famille Bayle, seigneurs de la Motte-Brion ; en 1661 la famille Sassenage ; la famille Vogüé au XVIIIe siècle ; puis le marquis de Bozas jusqu'en 1818. En 1818, Mr. Chauveau maire du Cheylard en fait l'acquisition. Le propriétaire actuel est Mr. Saleon-Terras.
Le château fut incendié en 1944 par les Allemands. Sa restauration débuta en 1964[source insuffisante].
Ce château a été retenu comme prototype de l'architecture militaire des XVe et XVIe siècles par plusieurs grands architectes spécialistes de l'époque médiévale. 

## Architecture
Il est composé de trois tours et d'une cour intérieure accueillant une tourelle avec escaliers en colimaçon. En dessus de la porte principale, on aperçoit les rainures qui accueillaient les bras de levage du pont-levis. Le fossé ainsi que le pont-levis sont aujourd'hui manquants.
Le château compte un total de 13 bretèches et 1'échauguette visible à droite de la porte principale. Il dispose également d'un grand jardin en terrasse au nord.
À la fin du XVIe siècle, des communs (écuries) furent construits à l'Est du château.

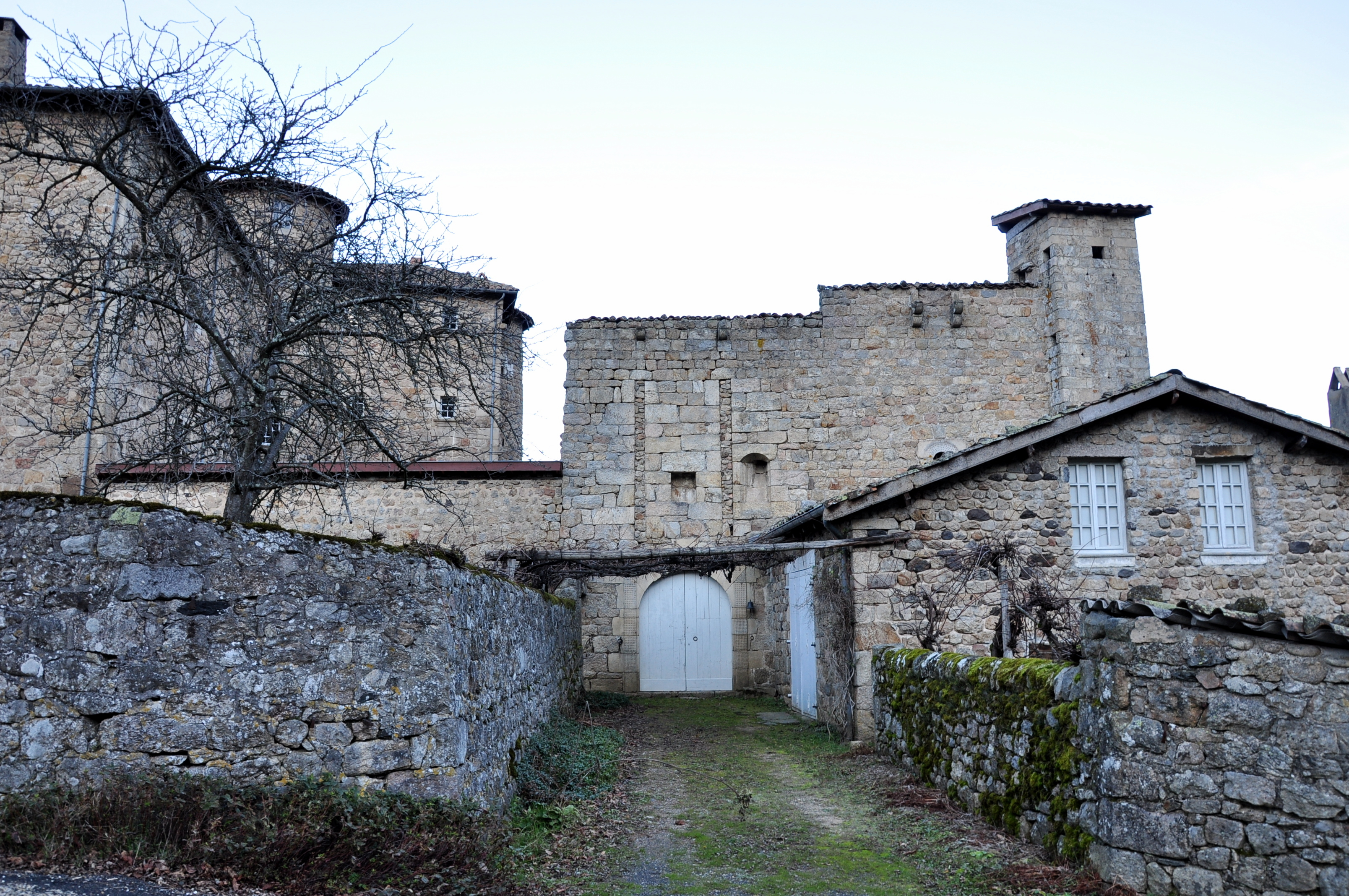
Au-dessus de la porte, rainures des bras de levage du pont-levis.
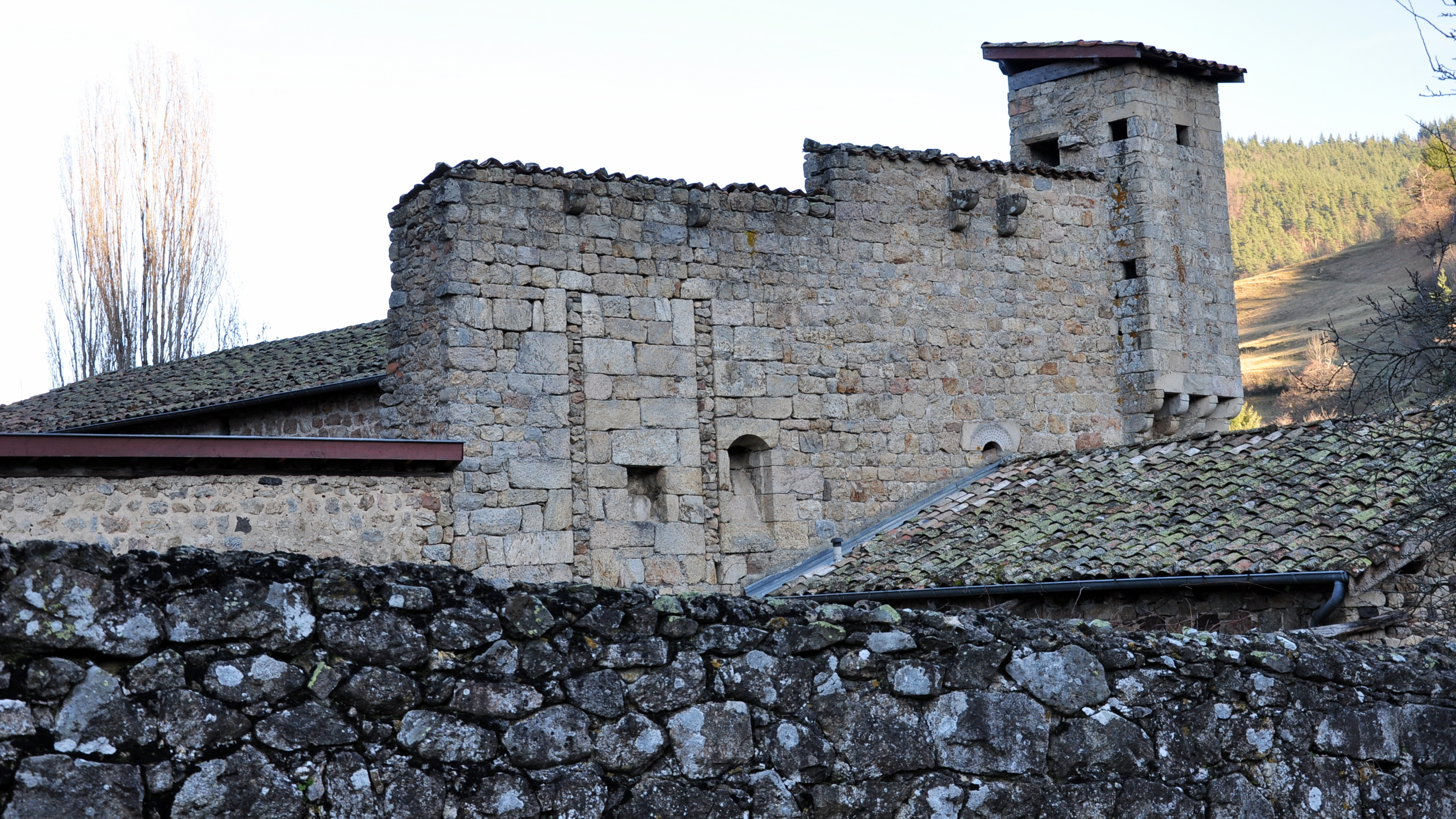
À droite, échauguette du château.
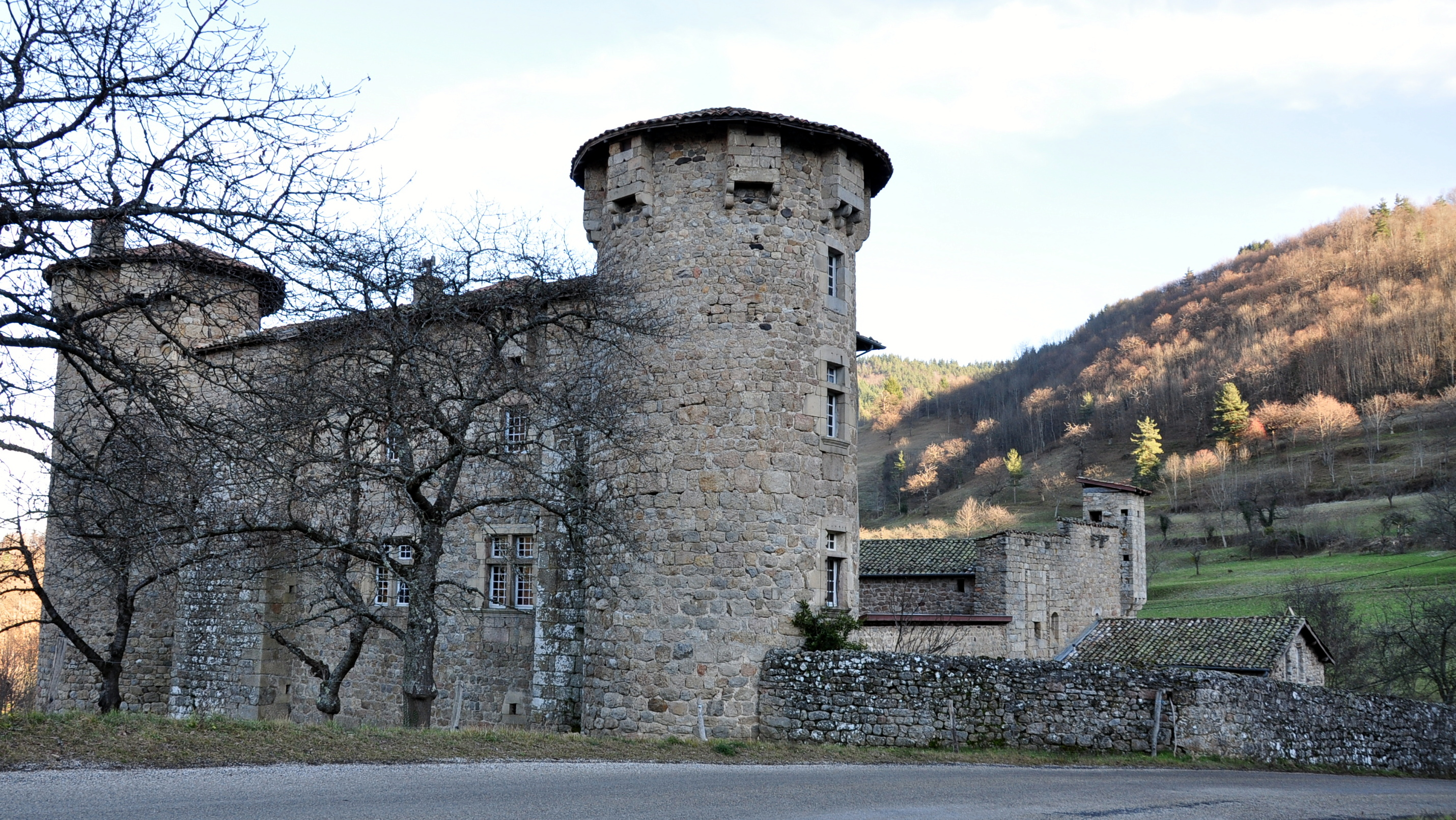
Tours ouest du château, on y distingue 9 bretèches.

## Visites
Le château étant une propriété privée, il n'est pas possible de le visiter.